# Alisson Dos Santos Coelho
Alisson Dos Santos Coelho, né le 29 avril 2006 au Cap-Vert, est un footballeur cap-verdien qui joue au poste d'attaquant au FC Differdange 03.

## Biographie

### FC Differdange 03 (depuis 2023)
Formé au sein du club, la carrière du joueur débute au FC Differdange 03, club de BGL Ligue au Luxembourg.
Dès sa première saison, il remporte le titre de champion de première division.

## Palmarès
| FC Differdange 03 (1) :           |
| --------------------------------- |
| - BGL Ligue (1) - Champion : 2024 |